# Moyenne géométrique pondérée
En statistiques, si on considère l'ensemble de données suivant :
X = { x1, x2, ..., xn}
et les poids associés :
W = { w1, w2, ..., wn}
la moyenne géométrique pondérée se calcule de la manière suivante :
{\displaystyle {\bar {x}}=\left(\prod _{i=1}^{n}x_{i}^{w_{i}}\right)^{1/\sum _{i=1}^{n}w_{i}}=\quad \exp \left({\frac {\sum _{i=1}^{n}w_{i}\ln x_{i}}{\sum _{i=1}^{n}w_{i}\quad }}\right)}
Si tous les poids sont égaux, la moyenne géométrique pondérée est la même que la moyenne géométrique.
Il existe également des versions pondérées des autres moyennes. La plus connue étant sans doute la moyenne arithmétique pondérée, appelée simplement moyenne pondérée. Un autre exemple de moyenne pondérée est la moyenne harmonique pondérée.
La deuxième expression ci-dessus montre que le logarithme de la moyenne géométrique pondérée est la moyenne arithmétique pondérée du logarithme des valeurs du jeu de données.